# دختران (ترانه بلک‌پینک)
«دختران» (انگلیسی: The Girls) یک تک‌آهنگ تبلیغاتی از گروه دخترانه اهل کره جنوبی، بلک‌پینک برای ساندترک اصلی بازی موبایلی بلک‌پینک: بازی است. این ترانه نخستین بار در این بازی در ۲۳ اوت ۲۰۲۳ دردسترس قرار گرفت و سه روز بعد به صورت رسمی توسط وای‌جی انترتینمنت و تیک‌وان کامپنی منتشر شد. متن ترانه توسط افراد مختلفی از جمله رایان تدر همراه اعضای گروه رزی و رزی نوشته شده است. نسخه فیزیکی این ترانه نیز در همان روز منتشر شد و به جایگاه شماره یک در جدول آلبوم‌های گائون دست یافت و در نخستین هفته به فروش ۱۶۰٬۴۶۰ کپی رسید.

## تاریخچه انتشار
| منطقه   | تاریخ          | فرمت(ها)              | ناشر         | منابع |
| ------- | -------------- | --------------------- | ------------ | ----- |
| مختلف   | ۲۵ اوت ۲۰۲۳    | دانلود دیجیتال استریم | وای‌جی تیک‌وان | [ ۱ ] |
| مختلف   | ۲۵ اوت ۲۰۲۳    | کاست                  | وای‌جی تیک‌وان | [ ۲ ] |
| ایتالیا | ۸ سپتامبر ۲۰۲۳ | رادیو ایر پلی         | یونیورسال    | [ ۳ ] |